# Останній осінній листок
«Останній осінній листок» — короткометражний фільм режисера Володимира Жилка за мотивами новели О. Генрі «Останній листок».
Це картина про справжнє кохання. Данський художник рятує свою кохану — українську балерину, яка стала жертвою Чорнобильської катастрофи. В картині беруть участь Олег Драч, Олексій Вертинський, Катерина Козаченко, Олександр Новоселов. 
Фільм брав участь в позаконкурсній програмі «Українська панорама 2004—2005 років» МКФ «Молодість».
Українську картину «Останній осінній листок» нагородили Другою премією в конкурсі короткометражних фільмів Міжнародного кінофестивалю GAFFERS (Global Art Film Festival – Experience and Repertory Sacramento) в Сакраменто (штат Каліфорнія), який проходив з 3 по 17 червня 2006 р.. 
Крім того, кинодебют Жилка в наш час очолює рейтинг американського сайту MiniMovies.com (як «найпопулярніший фільм»). Цей сайт скоює дистрибуцію онлайна фільмів. Кінематографісти можуть безкоштовно подавати туди свої роботи (хронометраж – до 60 хвилин), і всі охочі можуть їх проглянути, заплативши за це $1.99.